# Bram Schwarz
Bram Schwarz (Haarlem, 28 de abril de 1998) es un deportista neerlandés que compite en remo.
Ganó una medalla de plata en el Campeonato Mundial de Remo de 2019 y tres medallas en el Campeonato Europeo de Remo entre los años 2019 y 2021.
Participó en los Juegos Olímpicos de Tokio 2020, ocupando el quinto lugar en Tokio 2020, en la prueba de ocho con timonel.

## Palmarés internacional
| Campeonato Mundial | Campeonato Mundial   | Campeonato Mundial | Campeonato Mundial |
| Año                | Lugar                | Medalla            | Prueba             |
| ------------------ | -------------------- | ------------------ | ------------------ |
| 2019               | Ottensheim (Austria) | Medalla de plata   | Ocho con timonel   |
| Campeonato Europeo |                      |                    |                    |
| Año                | Lugar                | Medalla            | Prueba             |
| 2019               | Lucerna (Suiza)      | Medalla de bronce  | Ocho con timonel   |
| 2020               | Poznań (Polonia)     | Medalla de bronce  | Ocho con timonel   |
| 2021               | Varese (Italia)      | Medalla de bronce  | Ocho con timonel   |